# Демографический прогноз
Демографический прогноз — научно обоснованное предвидение основных параметров движения населения и будущей демографической ситуации.

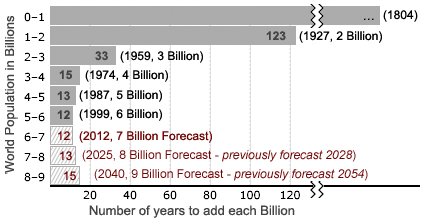

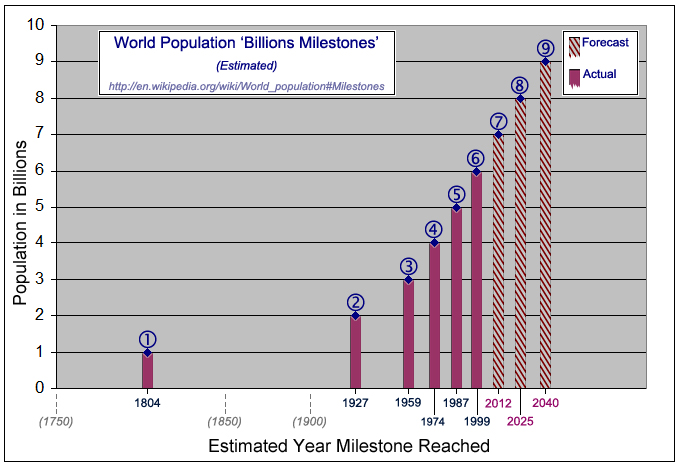

Демографическому прогнозу необходима многовариантность:
- средний (наиболее вероятный ход событий)
- нижний и верхний (внешние границы динамики показателей)

Точность демографического прогноза зависит от точности исходной информации, обоснованности гипотез о тенденциях изменения показателей и длительности прогнозного периода.

## Классификация демографических прогнозов
Классификация по длине прогнозного горизонта
- краткосрочный (5—10 лет);
- среднесрочный (25—30 лет);
- долгосрочный.

Чем шире горизонт прогнозирования, тем менее точен прогноз.
Классификация по количеству объектов прогнозирования
- единичные (изменение одной переменной);
- множественные (двух и более);

Классификация по типу представления прогнозируемой величины
- точечные (величина представляется одним числом);
- интервальные.

### Классификация по цели прогнозирования
- Аналитические прогнозы служат для изучения реальной ситуации и для выявления проблем, сохранение которых может привести к обострению процессов или появлению новых проблем. Выражаются в виде оценки параметров будущей демографической ситуации. При этом виде прогнозирования предполагается неизменность или определенные изменения в режиме воспроизводства. Обычно долгосрочные прогнозы служат выработке демографической политики для предупреждения негативных последствий.
  - Основная цель прогноза-предостережения — показать возможные неблагоприятные последствия сложившейся демографической ситуации.
- Нормативный прогноз составляется для выработки конкретных рекомендаций для достижения желаемого состояния демографических процессов
- Функциональный прогноз служит конкретным практическим целям тех или иных организаций, фирм, корпораций, государственных органов. Например, прогнозирование спроса на те или иные виды товаров и услуг, электоральный прогноз, определение численности и состава лиц, которые могут быть привлечены в вооруженные силы, прогноз потребностей в услугах здравоохранения (тенденций заболеваний).